# Раненці
Ра́ненці (болг. Раненци) — село в Кюстендильській області Болгарії. Входить до складу общини Кюстендил.

## Населення
За даними перепису населення 2011 року у селі проживали 136 осіб, з них 135 осіб (99,3%) — болгари.
Розподіл населення за віком у 2011 році:
Динаміка населення: